# 드루위

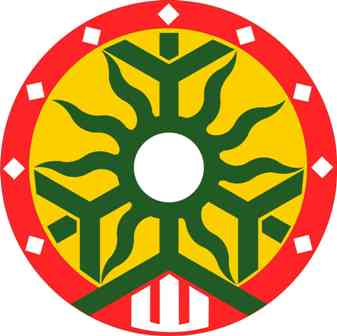
"붉은 원" 기호, 쿠로노 발트 신학교 로고

드루위 또는 드루웨 ((Druwi) 고대 프로이센어로 믿음을 의미하며, 동계어로 나무, 사모기티아어 : Druwē)는 고대 프로이센 기원을 주장하는 발트족 민족 종교 부흥 운동이며 주로 리투아니아에 존재한다. 지지자들은 로무바와는 구별되며 로무바는 드루위의 특정 형태로 간주 될 수 있다고 주장한다.
발트교는 주로 1995년에 설립된 "쿠로노 발트 신학교"(리투아니아어: Baltųjū žynių mokykla Kurono)를 제도적으로 대표하기도 한다. 발트인들은 18세의 도덕적으로 성숙한 남녀를 발트족의 성직자인 다르나 (Darna)로 훈련시킨다. 로무반스 (Romuvans)처럼, 그들은 창시자로 비두나스 (Vydūnas)를 생각한다.